# Luis de Alarcón-Ocaña
Luis de Alarcón-Ocaña y Soria (Madrid, ss. XVI-XVII) va ser un noble i polític castellà, I senyor de Pozuelo de Alarcón i servidor dels reis Felip II, III i IV com a membre del Consell d'Hisenda.
Fill de Gabriel de Alarcón i María de Soria, va néixer i va ser veí de la vila de Madrid. Va educar-se a la Universitat de Valladolid, va ser-ne col·legial de Santa Cruz. Va servir a tres monarques de la casa d'Àustria, va iniciar la seva tasca amb el rei Felip II, i va continuar a la cort amb els seus fill i net Felip III i IV. Sempre lligat al Consell d'Hisenda i al Tribunal de Comptadoria Major, a més d'exercir de comptador major de les tres ordes militars de Sant Jaume, Calatrava i Alcántara. Altrament va ser alcalde de la Germandat dels Cavallers Hijosdalgo de Madrid. Va ser també comptador de l'emperadriu Maria d'Àustria, la qual va donar-li la seva total confiança quan el va nomenar un dels seus testamentaris i l'encàrrec i execució del seu testament; també va servir a l'arxiduc Albert d'Àustria encarregat de la seva correspondència i de grans negocis que tenia a Espanya fins a la seva mort, així com a les infantes Isabel Clara Eugènia i Margarida, que, segons Manuel Faria, li van confiar els seus majors secrets i el van afavorir amb nombrosos honors.
Va casar-se amb Antonia de Céspedes, natural de Madrid, resident al costat del convent de San Felipe el Real. Va tenir la següent descendència: Gabriel, cavaller de l'orde de Sant Jaume i secretari de cambra de Felip IV, i Francisco Antonio, també cavaller de Sant Jaume i estudiós de la Universitat de Salamanca, a més d'exercir nombrosos càrrecs públics.